# Hidrografía de Venezuela

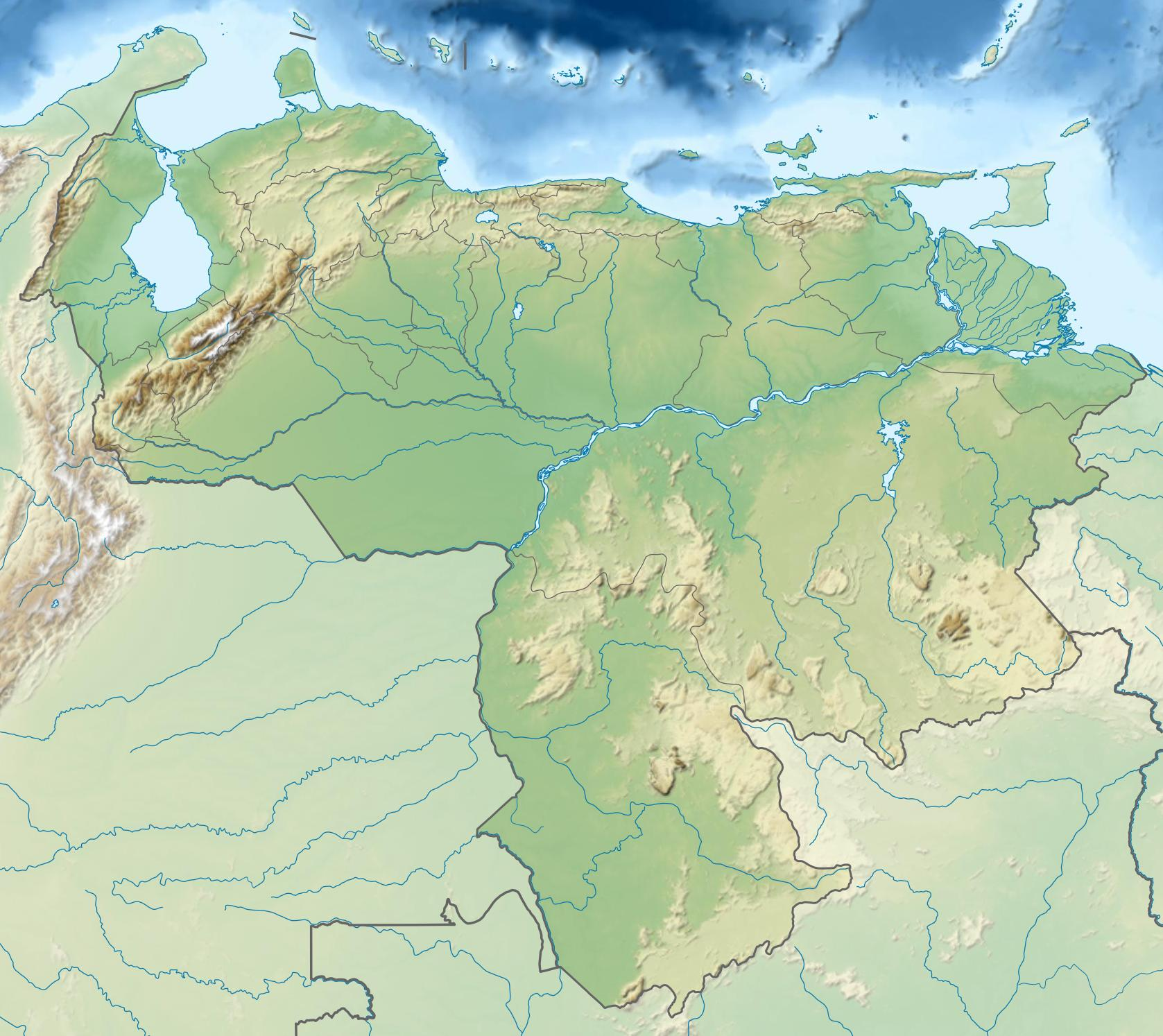
Mapa físico de Venezuela, se denotan los principales ríos y lagos del país.

La hidrografía de Venezuela está signada por la Cordillera de Los Andes, la cual ha determinado dos grandes Vertientes Hidrográficas, a saber la vertiente del Atlántico y la vertiente del Caribe, sin considerar un pequeño porcentaje de ríos que vierten sus aguas a la cuenca endorreica del Lago de Valencia. A su vez, el país está dividido en cinco considerables cuencas exorreicas por su superficie, destacándose la cuenca del Orinoco, la cual cubre la mayor parte del país. En Venezuela existe un lago subterráneo ubicado en el Parque Nacional Cueva de la Quebrada del Toro.
En el país fluyen al menos un centenar de grandes ríos cuyas cuencas abarcan más de 1000 km², los mismos han sido clasificados según su ubicación geográfica y características en ríos de montaña para aquellos ubicados sobre la cordillera andina, ríos llaneros para aquellos ríos sobre Los Llanos y ríos guayaneses para aquellos ubicados al sur del país. El río Orinoco es el mayor del país y uno de los 40 más extensos del mundo, seguido por los ríos Apure, Meta, Caroní, Caura y Guárico; mientras que el canal de Casiquiare al sur, constituye un fenómeno hidrológico al enlazar las cuencas del Orinoco y del Amazonas.

## Cuencas hidrográficas

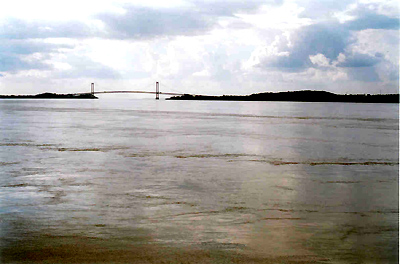
Puente sobre el río Orinoco en Ciudad Bolívar.

Por su superficie, en el país se identifican 7 grandes cuencas hidrográficas de tipo exorreico y una sola de tipo endorreico, la del Lago de Valencia, sin embargo, dentro de la planificación nacional, se han identificado algunas cuencas menores que son comúnmente agrupaciones de ríos 

### Cuenca del Orinoco
El Orinoco es uno de los ríos más importantes del mundo por su longitud y caudal (2140 km y algo más de 30.000 m³/s),la extensión de su cuenca (2140 km²) y,especialmente, por su importancia histórica y económica y el significado que ha tenido para Venezuela.

### Cuenca del Mar Caribe
Constituye la agrupación de gran cantidad de cuencas menores, es comúnmente dividida en las porciones Noroccidental, norcentral y nororiental abarcando aproximadamente 80.000 km² del litoral caribeño. La mayor parte de sus ríos provienen del lado nórdico de las Cordilleras de los Andes en el noroeste 
.

### Cuenca del Lago de Maracaibo
La cuenca del lago de Maracaibo es una cuenca exorreica en la que drenan al menos 150 ríos perennes, de extensión media pero gran caudal, provenientes de la Sierra de Perijá y la Cordillera de Mérida. Abarca un área aproximada de Unos 80.000 km² tanto en Venezuela como en Colombia siendo sus principales afluentes los ríos Catatumbo, Río Palmar.

Mapa de la cuenca del Orinoco.

### Cuenca del parque nacional Cueva de la Quebrada del Toro y parque nacional Juan Crisostomo Falcón
Las aguas de sus recursos hídricos provienen de las vertientes de Lara y de las aguas filtradas en cuevas de caliza, también de las nubes y vapores que se condensan en la Sierra de Falcón que dan origen al lago subterráneo más importante de Venezuela.

### Cuenca del Cuyuní
La cuenca del río Cuyuní ocupa una superficie aproximada de 50.000 km2, de los cuales unos 38.000 corresponden a Venezuela y el resto se extiende a Guyana (Mago 1970).

### Cuenca del Río Negro
La cuenca del río Negro abarca unos 42.000 km² dentro de Venezuela y constituye un vínculo entre las cuencas del río Orinoco y el río Amazonas a través del río Casiquiare.

### Cuenca del Lago de Valencia
- La única cuenca  grande sin salida al mar, abarca una pequeña área de 3100 km² alrededor del Lago de Valencia, en el que drenan sus aguas principalmente ríos de montaña provenientes de la ladera sur de la Serranía del Litoral y de la ladera norte de la Serranía del interior. Sus principales afluentes son los ríos Tapa Tapa, Güigüe, Tocorón, Aragua y Miranda.